# Og
För grundämnet med atomnummer 118, se Oganesson (Og)
Og var en mytologisk kung av Bashan. Han skall ha levat på Moses tid och i Femte Moseboken omnämns hans gravkista i den kanaaneiska staden Rabba i presens, men ger den mått som om hade Og varit övermänskligt stor. Bashan var beläget öster om Genesarets sjö och delades enligt biblisk tradition mellan de israelitiska stammarna Manasse, Ruben och Gad. Ingen samtida källa utanför Bibeln nämner Og.

## Kulturhistoria
Kung Og och hans säng, ej hans gravkista, blir i en historia av Tony Strobl föremål för Joakim von Ankas, Oppfinnar-Jockes, och Emil Örns affärer.